# 韦尔努瓦莱贝尔瓦
韦尔努瓦莱贝尔瓦（法語：Vernois-lès-Belvoir，法語發音：[vɛʁnwa lɛ bɛlvwaʁ]，意为“贝尔瓦附近的韦尔努瓦”）是法国杜省的一个市镇，属于蒙贝利亚尔区。

## 地理
韦尔努瓦莱贝尔瓦（47°19'40"N, 6°38'24"E）面积4.68 平方千米，位于法国勃艮第-弗朗什-孔泰大區杜省，该省份为法国东部内陆省份，北起上索恩省，西接汝拉省，东部及东南部与瑞士接壤，东北部与贝尔福地区省接壤。
与韦尔努瓦莱贝尔瓦接壤的市镇（或旧市镇、城区）包括：维莱贝尔瓦、贝尔瓦、普罗旺谢尔、巴尔贝什河畔罗西耶尔、瓦洛讷。

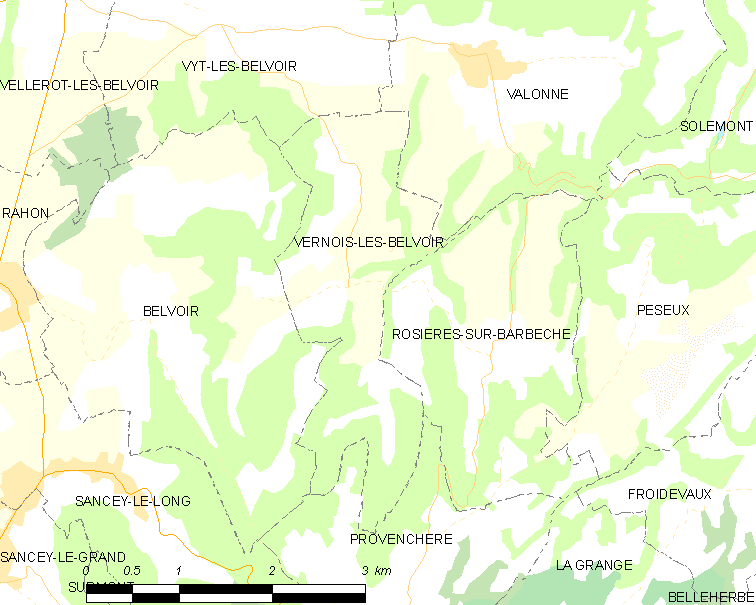
韦尔努瓦莱贝尔瓦的OSM定位图

韦尔努瓦莱贝尔瓦的时区为UTC+01:00、UTC+02:00（夏令时）。

## 行政
韦尔努瓦莱贝尔瓦的邮政编码为25430，INSEE市镇编码为25607。

## 政治
韦尔努瓦莱贝尔瓦所属的省级选区为巴旺县。

## 人口

1962-2008年间韦尔努瓦莱贝尔瓦人口变化图示

韦尔努瓦莱贝尔瓦于2022年1月1日时的人口数量为51人。